# سحر نوروززاده

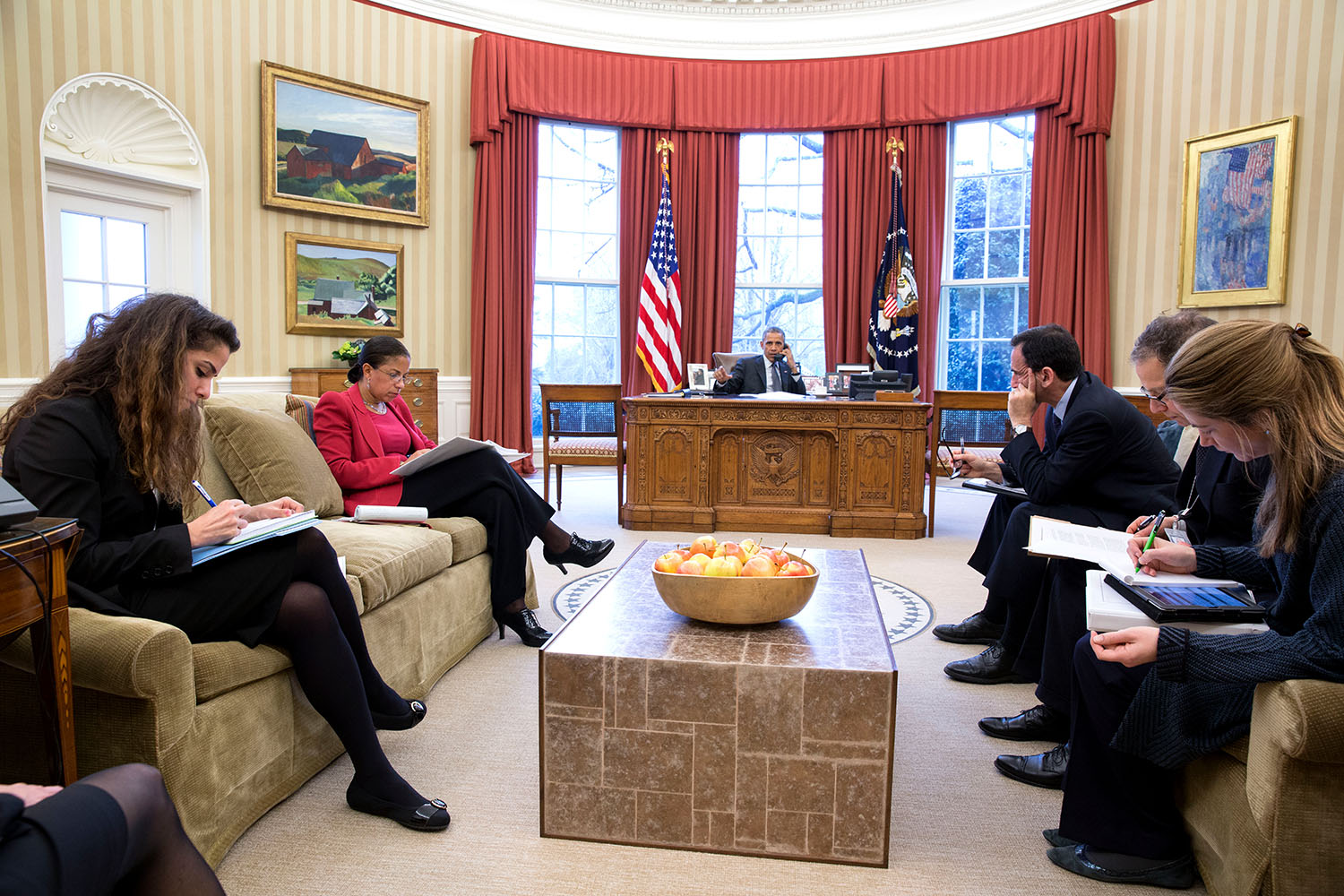
تماس تلفنی رئیس‌جمهور باراک اوباما و صدر اعظم آنگلا مرکل در اتاق بیضی، ۲۷ مارس ۲۰۱۵. حاضرین از چپ به راست: سحر نوروززاده مدیر ایران؛ سوزان رایس مشاور امنیت ملی؛ فیل گردون هماهنگ کنندهٔ امور خاورمیانه، شمال آفریقا و منطقه خلیج فارس؛ چارلز کاپچان مدیر ارشد امور اروپا و آوریل هاینز معاون مشاور امنیت ملی

سحر نوروززاده یک ایرانی-آمریکایی متخصص در امور سیاست خارجی است که مسئول ایران در دفتر برنامه‌ریزی سیاست‌گذاری وزارت امور خارجه آمریکا بود. پس از انتقادات رسانه‌های محافظه کار از جمله برایتبارت نیوز از این که نوروززاده به دولت ترامپ وفادار نیست و برای لابی ایران کار کرده، او از این سمت به یکی از دفاتر دیگر این وزارتخانه جابه‌جا شد.

## زندگی‌نامه
نوروززاده در سال ۱۹۸۲ در ایالت کنتیکت متولد شده‌است. والدین او تقریباً ۵۰ سال پیش برای ادامه تحصیل پدرش در تخصص زنان و زایمان به آمریکا مهاجرت‌کردند.

## تحصیلات
سحر نوروززاده مدرک کارشناسی خود را در امور بین‌الملل با گرایش اقتصاد بین‌المللی و مطالعات خاورمیانه از دانشکده امور بین‌الملل دانشگاه جورج واشینگتن دریافت‌کرد. وی سپس تحصیلات کارشناسی ارشد خود را در مطالعات ایران در دانشگاه مریلند با موفقیت به اتمام رساند. او به چندین زبان، از جمله فارسی، دری، اسپانیایی و عربی مسلط است.

## سوابق

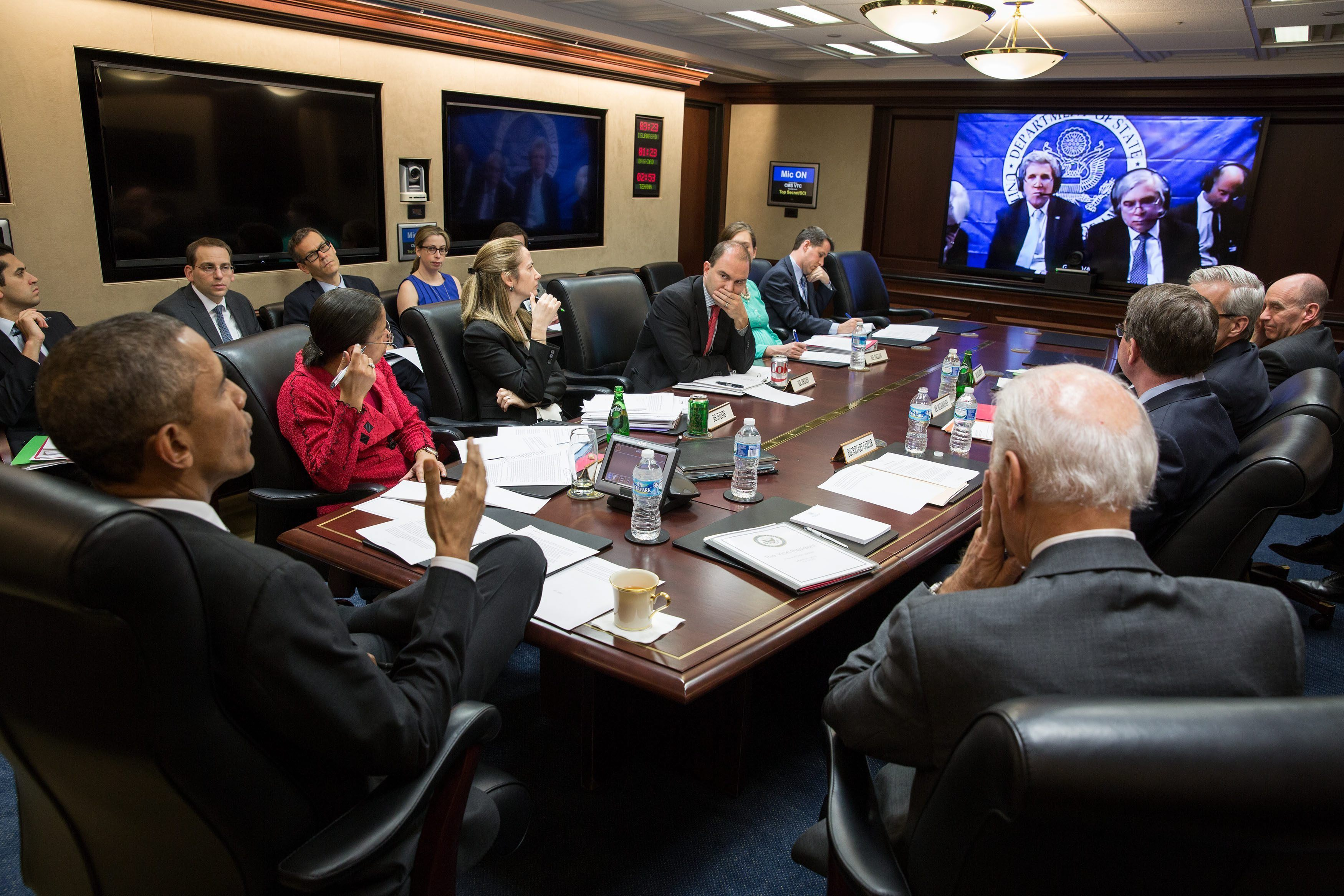
کنفرانس ویدئویی مذاکرات هسته‌ای وزرای امور خارجه و انرژی با شورای امنیت ملی کاخ سفید - جو بایدن، باراک اباما، سوزان رایس

سحر از سال ۲۰۰۵ و همزمان با پایان دوره لیسانسش در مناصب مختلف مشغول به خدمت در دولت آمریکا برای پشتیبانی از اولویتهای گوناگون امنیت ملی آمریکا بوده‌است. او کار خود را در وزارت دفاع آمریکا و به عنوان تحلیلگر امور خارجی آغاز کرد. پس از چندین سال کار خستگی ناپذیر، سحر نوروززاده تحلیلگر ارشد امور خارجی شد و پس از آن نیز به سمت مدیر گروه ارتقاء یافت. وی پس از وزارت دفاع به عنوان افسر روابط خارجی به وزارت امور خارجه ایالات متحده پیوست و سپس به عنوان مأمور وزارت خارجه، از سال ۲۰۱۴ مدیریت بخش ایران در شورای امنیت ملی کاخ سفید را به عهده گرفت. سحر در این سمت یکی از اعضای گروه رئیس‌جمهور ایالات متحده، باراک اوباما، برای حمایت از گفتگوهای اتمی گروه ۱+۵ با ایران بود.
با پایان مأموریت ۲ ساله سحر نوروززاده در شورای امنیت ملی کاخ سفید هم‌اکنون به عنوان یک ایرانی-آمریکایی، نخستین سخنگوی فارسی‌زبان است که در وزارت امور خارجه آمریکا مشغول به کار است.
پیش از آن بین سال‌های ۲۰۰۴–۲۰۰۳ به مدت یک سال کار آموز شورای ملی ایرانیان آمریکا (نایاک) بوده‌است.

## جوایز
سحر نوروززاده در دوره خدمتش جوایز و تقدیرهای بسیاری را از نهادهای مختلف دولتی دریافت کرده‌است، از جمله دفتر رئیس اطلاعات ملی، پلیس اف‌بی‌آی، مرکز ملی ضد گسترش سلاحهای اتمی، وزارت دفاع ایالات متحده و وزارت امور خارجه آمریکا هستند. او همچنین مدال وزیر دفاع برای مبارزه جهانی علیه تروریسم را نیز دریافت کرده‌است.